# Безенгран
Безенгра́н (фр. Bésingrand) — коммуна во Франции, находится в регионе Аквитания. Департамент — Атлантические Пиренеи. Входит в состав кантона Кёр-де-Беарн. Округ коммуны — По.
Код INSEE коммуны — 64117.

## География
Коммуна расположена приблизительно в 650 км к югу от Парижа, в 165 км южнее Бордо, в 18 км к северо-западу от По.
По территории коммуны протекает река Гав-де-По.

### Климат
Климат тёплый океанический. Зима мягкая, средняя температура января — от +5°С до +13°С, температуры ниже −10 °C бывают редко. Снег выпадает около 15 дней в году с ноября по апрель. Максимальная температура летом порядка 20-30 °C, выше 35 °C бывает очень редко. Количество осадков высокое, порядка 1100 мм в год. Характерна безветренная погода, сильные ветры очень редки.

## Население
Население коммуны на 2010 год составляло 122 человека.
| 1962 | 1968 | 1975 | 1982 | 1990 | 1999 | 2010 |
| ---- | ---- | ---- | ---- | ---- | ---- | ---- |
| 54   | 85   | 89   | 93   | 103  | 130  | 122  |

## Администрация
| Период | Период | Фамилия      | Партия | Примечания |
| ------ | ------ | ------------ | ------ | ---------- |
| 2001   | 2008   | Жорж Ферру   |        |            |
| 2008   | 2020   | Мишель Лорьо |        |            |

## Экономика
В 2010 году среди 92 человек трудоспособного возраста (15-64 лет) 71 были экономически активными, 21 — неактивными (показатель активности — 77,2 %, в 1999 году было 65,3 %). Из 71 активных жителей работали 69 человек (34 мужчины и 35 женщин), безработных было 2 (1 мужчина и 1 женщина). Среди 21 неактивных 3 человека были учениками или студентами, 12 — пенсионерами, 6 были неактивными по другим причинам.

## Фотогалерея

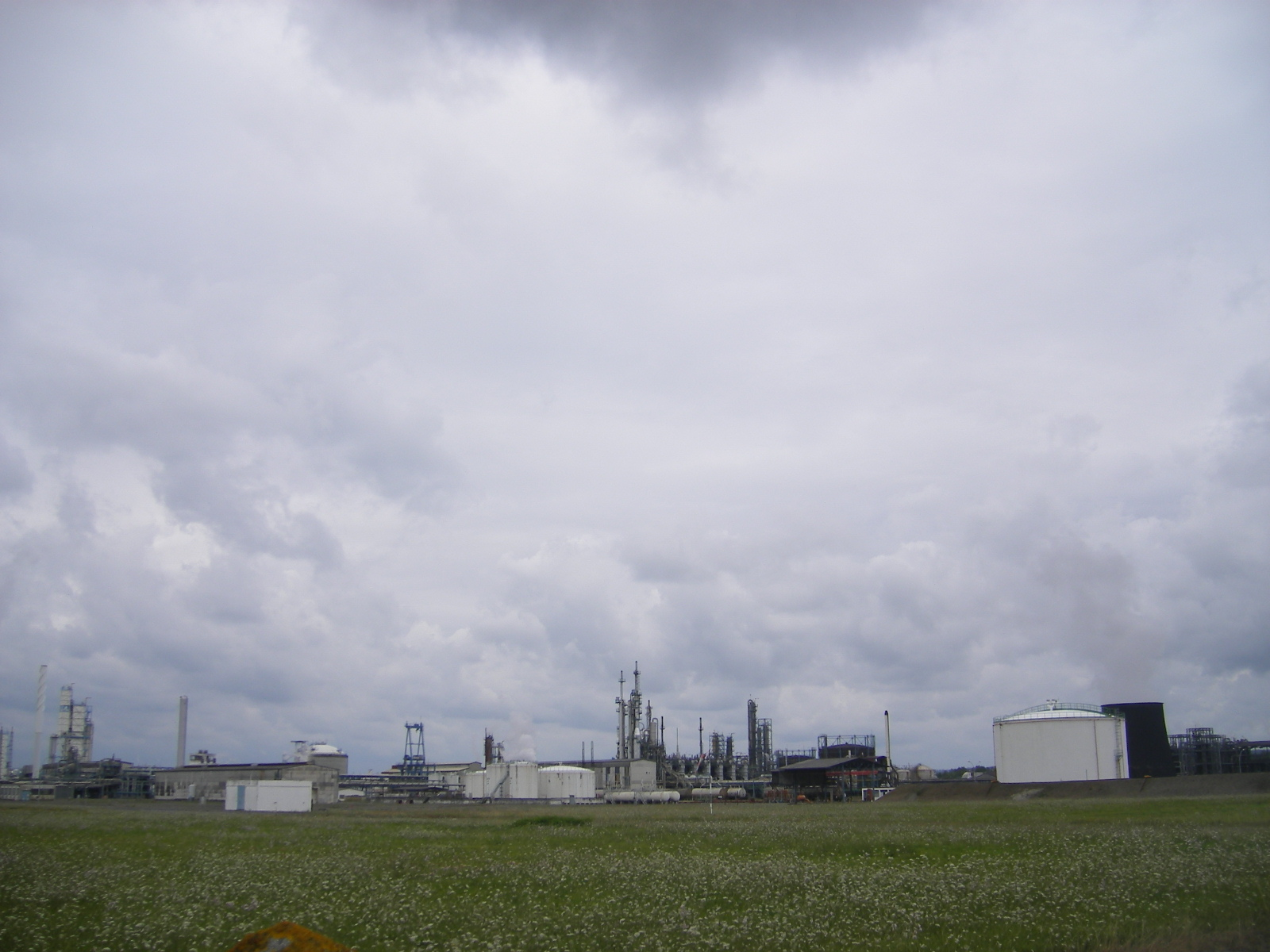
Нефтеперерабатывающий завод
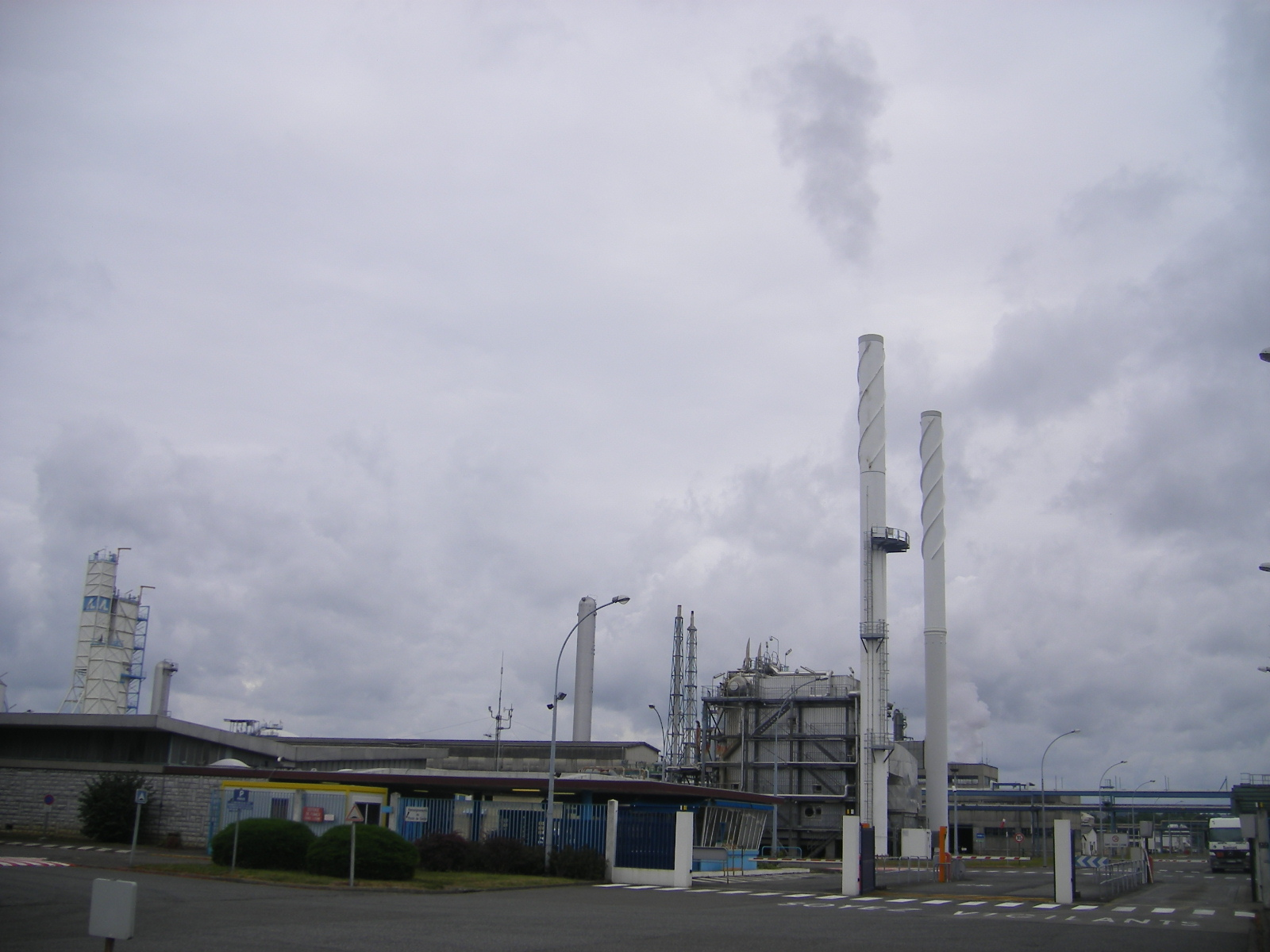
Нефтеперерабатывающий завод
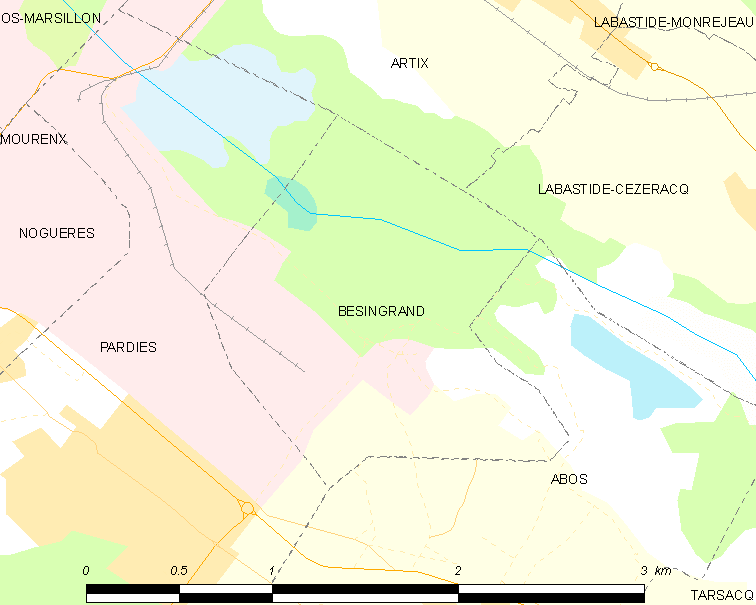
Карта коммуны